# 心火
《心火》（英語：Firelight）是一部1997年的爱情片，由威廉·尼克爾森編劇和導演，苏菲·玛索和斯蒂芬·迪蘭主演。這部電影講述的是一名女子同意為一位匿名的英國地主生下孩子，以赚钱償還她父親的債務。孩子出生後，女方按照約定放棄孩子。七年後，這名女子被聘為薩塞克斯偏遠莊園一名女孩的家庭教師。女孩的父親正是那位匿名的地主。該片取景於英格蘭費爾勒和法國卡爾瓦多斯，於1997年9月14日在多维尔美国电影节上首映。《心火》是尼克爾森導演的第一部電影。

## 剧情
1837年，講法語的瑞士女家庭教師伊麗莎白·洛里耶同意為一位匿名的英國地主生育一個孩子，用以赚取她父親償還債務所需的金錢（500英鎊）。他們在一家海濱旅館度過了三個多夜，發生了性關係。儘管他們希望分離，但在火光边做愛的過程中，他們建立了一種深深的富有激情的聯繫。在海灘和酒店交談後，他們的感情逐漸加深。九個月後（1838年8月10日），伊麗莎白生下一個女孩，並按照約定將女兒交給父親照顧。在接下來的幾年裡，伊麗莎白從未忘記她的孩子。她開始寫一本水彩花卉和植物日記，每到假日以及分离的女儿过生日之时就会添加一頁。
這位匿名的英國人叫查爾斯·戈德溫，他是一位地主和牧羊人，他那風流的父親克萊爾勳爵却负债累累。查爾斯的妻子埃米·戈德溫因一次騎馬事故而癱瘓並患上了緊張症。埃米的姐妹康斯坦丝負責管理戈德溫一家。
在放棄女兒七年後，伊麗莎白找到了工作，擔任孩子的新家庭教師，孩子名叫路易莎。她這樣做是因為知道路易莎是她的女兒。最初，查爾斯拒絕了伊麗莎白，並要求她立即離開。然而，康斯坦丝堅持認為他應該給新家庭教師一個月的時間來适应新的環境。查爾斯向伊麗莎白介绍他的妻子，讓伊麗莎白發誓永遠不會向路易莎或任何其他人透露他們以前關係的实质。
路易莎是一個娇生惯养而又天真任性的孩子，除了她的父親之外，沒有人喜歡她。儘管伊麗莎白承認父親對女兒的愛，但她仍然對查爾斯對女兒缺乏控制感到震驚。他拒絕在她的成長過程中使用任何形式的懲戒。由於無法讓路易莎繼續上課，伊麗莎白便將她鎖在教室裡。當查爾斯發現這一點時，他勃然大怒，粗暴地對待伊麗莎白，想要夺走教室的鑰匙。查爾斯希望他的女兒盡可能多地享受生活，而伊麗莎白則決心教她的女兒如何做人才能被別人愛，並接受教育，這樣她才能決定自己在世界上的道路。為了說服查爾斯支持她的做法，伊麗莎白承諾她永遠不會傷害路易莎，無論她對路易莎做了什麼，她也會對自己做同样的事。就在這時，伊麗莎白收到了一位與戈德溫住在一起的美國牧場主的求婚，但拒絕了。
課餘時間，路易莎將所有業餘時間都花在了湖畔小屋，這是湖中莊園的一個小觀景台，只能乘船到達。在這裡，路易莎假裝她有一個母親。起初，當路易莎在湖邊小屋時，伊麗莎白從碼頭偷偷地觀看。然而，當她發現查爾斯早上在那裡裸泳時，她也開始去看查爾斯，但在他看到她之前就離開了。在教室裡，伊麗莎白畫圖畫卡片來教這個七歲的孩子如何閱讀。她還告訴路易莎一個關於火光的故事：
仿如魔術。火光令到時間停止。你把燈至熄後，坐進火光的範圍裡，那就可以不必守規矩了。做甚麽都可以，講甚麽都可以，不必墨守成規，但燈再亮起來時，時間又再繼續開始了，做過甚麽講過甚麽都忘懷了。不僅是抛諸腦後，簡直像從沒發生過。
伊麗莎白發現這有助於路易莎專注於她的課程，因為她知道在一天結束的時候将是沒有規則的時候。
查爾斯越來越被伊麗莎白吸引，要求她向他保證，他們永遠不會像以前那樣親密。但伊麗莎白沒有回答。他們開始发生性關係。查爾斯甚至提议他們三個一起離開，但伊麗莎白說她知道這是不可能的，因為他對自己的財產、家庭和妻子負有義務。查爾斯突然宣布卖掉整個莊園，據稱是為了償還他的巨額債務。在一個寒冷的夜晚，查爾斯良心受到煎熬，他不确定妻子埃米是否希望他將她從十年的緊張症的桎梏中解脱出来。他打開她臥室的窗戶，拿掉她的被子，把她房間裡的火熄滅，讓她因失溫而死去。隨著埃米的去世，康斯坦丝承認她與查爾斯的關係越來越親密，当然他們是不能結婚的。然而，當她在埃米的葬禮上意識到查爾斯對伊麗莎白的感情之深時，她承認了失敗。伊麗莎白質問查爾斯是不是他殺了埃米，他承認了。他們都感到很內疚，但並不後悔。
不久之後，路易莎在伊麗莎白的房間裡翻看，發現了“獻給我英籍的女兒”的插圖日記。路易莎質問伊麗莎白，伊麗莎白證實自己就是她的母親。卖掉戈德溫莊園後，查爾斯、伊麗莎白和路易莎在一個下雪的日子離開，開始他們一家人的新生活。

## 演員
- 苏菲·玛索 饰 伊丽莎白·洛里耶
- 斯蒂芬·迪蘭 饰 查尔斯·戈德温
- 多米尼克·贝尔考特 饰 路易莎·戈德温
- 凯文·安德森（英语：Kevin Anderson (actor)） 饰 約翰·泰勒
- 莉亞·威廉斯（英语：Lia Williams） 饰 康斯坦丝
- 喬思·艾克蘭（英语：Joss Ackland） 饰 克莱尔勋爵
- 莎莉·德克斯特 饰 莫莉·霍兰
- 艾瑪·阿莫斯 饰 埃伦
- 瑪姬·麥卡錫 饰 杰戈夫人
- 沃爾夫·卡勒（英语：Wolf Kahler） 饰 萨斯曼
- 安娜貝爾·賈爾斯（英语：Annabel Giles） 饰 埃米·戈德温
- 約翰·弗拉納根 饰 罗伯特·埃姆斯
- 薇樂莉·米尼菲 饰 汉娜
- 黛安娜·帕揚 饰 梅德门特夫人
- 約翰·霍金森（英语：John Hodgkinson (actor, born 1966)） 饰 卡洛[4]

## 反响
評論聚合網站爛番茄基於17條評論給予《心火》41%的好评，共識是“可預測且乏味”。

### 奖项
- 1997年英國電影攝影師協會獎（英语：British Society of Cinematographers）最佳攝影獎（尼克·莫利斯）獲獎
- 1997年聖塞瓦斯蒂安國際電影節最佳攝影獎評審團獎（尼克·莫利斯）獲獎
- 1997年聖塞瓦斯蒂安國際電影節金貝殼獎（尼克·莫利斯）獲獎[6]